# Nicole Brändli
Pour les articles homonymes, voir Brändli.
Nicole Brändli, née le 18 juin 1979 à Lucerne, Suisse, est une coureuse cycliste suisse. Professionnelle de 1999 à 2009, elle a notamment remporté le Tour d'Italie à trois reprises. En 2005, elle y porte le maillot rose durant toutes les étapes. Fin 2015, elle annonce son retour à la compétition dans la perspective des Jeux olympiques de Rio,.

## Biographie
Au Grand Prix de Plouay 2006, à cinquante kilomètres de l'arrivée, Nicole Brändli accélère. Elle est un temps suivie par Claudia Häusler, mais celle-ci craque à quarante kilomètres de la ligne dans la côte de Lézot payant ses efforts précédents. La Suissesse conserve néanmoins environ une minute d'avance jusqu'au bout et s'impose finalement,.
Sur le Tour d'Italie 2009, elle mène l'équipe Bigla au côté de Noemi Cantele. Elle est sixième de la première étape qui se termine en côte. Après le contre-la-montre de la deuxième étape, elle est neuvième du classement général. Sur la sixième étape, elle fait partie du groupe d'échappée avec Judith Arndt, Mara Abbott et Claudia Häusler qui prend plus de cinq minutes d'avance sur leurs poursuivantes. Elle remonte ainsi à la quatrième place du classement général. L'abandon de Judith Arndt sur la huitième étape lui permet de monter sur la troisième marche du podium de ce Tour d'Italie,,.

## Palmarès
- 1999
  - 10e du Tour d'Italie

- 2000
  -  Championne de Suisse du contre-la-montre
  - 2e de l'Eko Tour Dookola Polski
  - 6e du Tour d'Italie
- 2001
  -  Championne de Suisse sur route
  -  Tour d'Italie
  - Tour de Toscane féminin-Mémorial Michela Fanini :
    - Classement général
    - 1re et 3e étapes

  - Trofeo Alfredo Binda - Cittiglio
  - Championne d'Europe du contre-la-montre espoirs
  -  Médaillée d'argent du championnat du monde du contre-la-montre
- 2002
  -  Championne de Suisse sur route
  - Tour de Castille-et-León :
    - Classement général
    - 4e étape

  - 1re étape du Tour du Trentin-Haut-Adige
  - 11e étape de La Grande Boucle féminine internationale
  -  Médaillée d'argent du championnat du monde sur route
  -  Médaillée d'argent du championnat du monde du contre-la-montre
- 2003
  -  Championne de Suisse sur route
  -  Tour d'Italie :
    - Classement général
    - 3e étape

  - Gracia Orlova
  - 2e de La Grande Boucle féminine internationale
  - 2e du Tour de Berne
- 2004
  - Gracia Orlova
  - GP Carnevale d'Europa
- 2005
  -  Tour d'Italie :
    - Classement général
    - Prologue, 1re et 7e étapes

  - Albstadt-Frauen-Etappenrennen
  - 2e du Tour du Trentin-Haut-Adige
- 2006
  - 1re étape du Tour d'Italie
  - Grand Prix de Plouay (Cdm)
  - 2e du Tour d'Italie
  - 2e du Tour du Trentin-Haut-Adige
  - 3e de l'Emakumen Bira
- 2007
  - 5e étape du Tour d'Italie
  - 2e étape du Trophée d'Or
  - 2e du Tour d'Italie
  - 2e du Trophée d'Or
  - 3e de l'Emakumen Bira
- 2008
  - Tour du lac Majeur
- 2009
  - 1re étape du Tour de Toscane féminin-Mémorial Michela Fanini (contre-la-montre par équipes)
  - 3e du Tour d'Italie
- 2016
  - 3e du Tour de l'île de Zhoushan

## Grand Tour

### Tour d'Italie
12 Participations : 
- 1998: 25e
- 1999: 10e
- 2000: 6e et  vainqueure du classement de la meilleure jeune
- 2001: 1er,  Vainqueure du classement général,  vainqueure du classement de la meilleure jeune et vainqueure des 10e et 11e étapes
- 2002: Abandon
- 2003: 1er,  Vainqueure du classement général et vainqueure de la 3e étape
- 2004: 13e
- 2005: 1er,  Vainqueure du classement général, vainqueure du prologue et des 1re et 7e étapes
- 2006: 2e et vainqueure de la 1re étape
- 2007: 2e et vainqueure de la 5e étape
- 2008: 5e
- 2009: 3e

### Classements mondiaux
| Année          | 1997 | 1998 | 1999 | 2000 | 2001 | 2002 | 2003 | 2004 | 2005 | 2006 | 2007 | 2008 | 2009 | 2016 |
| Classement UCI | 79e  | 70e  | 47e  | 33e  | 5e   | 3e   | 11e  | 24e  | 8e   | 7e   | 19e  | 34e  | 28e  | 200e |